# جنبش همجنس‌گرایان سابق
جنبش همجنس‌گرایان پیشین متشکل از افراد و سازمان‌هایی است که مردم را تشویق به خودداری از ورود یا داشتن روابط همجنس‌خواهانه، از بین بردن تمایلات همجنس‌گرایانه، توسعهٔ تمایلات دگرجنس‌گرایانه یا ورود به یک رابطهٔ دگرجنس‌گرایانه می‌کنند.
جنبش همجنس‌گرایان پیشین متکی بر مشارکت افرادی است که پیش‌تر خود را به عنوان همجنسگرا یا دوجنسگرا می‌دانستند اما دیگر نه. این افراد ممکن است ادعا کنند که گرایش خود به جنس موافق را از بین برده‌اند یا به سادگی از اقدام به چنین گرایشی پرهیز می‌کنند.
رسوایی‌های متعددی در خصوص این جنبش وجود دارد که از جملهٔ آن می‌توان به افرادی اشاره کرد که خود اقرار به همجنس‌گرای پیشین بودن کرده‌اند، ولی در یک رابطهٔ همجنسگرا کشف شده‌اند؛ همچنین بحث و جدل‌هایی بر سر اجبار همجنس‌گرایان زیر سن قانونی برای رفتن به اردوگاه‌های همجنس‌گرای پیشین برخلاف میل خودشان به وجود آمده‌است. رسوایی‌هایی در خصوص اذعان آشکار سازمان‌های وابسته به این جنبش نیز وجود داشته‌است که تبدیل درمانی عملی نیست.
تعداد زیادی از تحقیقات جهانی و اجماع علمی نشان می‌دهد که همجنس‌گرایی یا دوجنس‌گرایی با سلامت روانی عادی و سازگاری اجتماعی همنوایی دارد. به این دلیل، عمده سازمان‌های حرفه‌ای سلامت روان افراد را از تلاش برای تغییر گرایش جنسی به دگرجنس‌گرایی نهی می‌کنند و هشدار می‌دهند که تلاش برای انجام این کار می‌تواند مضر باشد.